# St.-Nepomuk-Statue (Aschach)

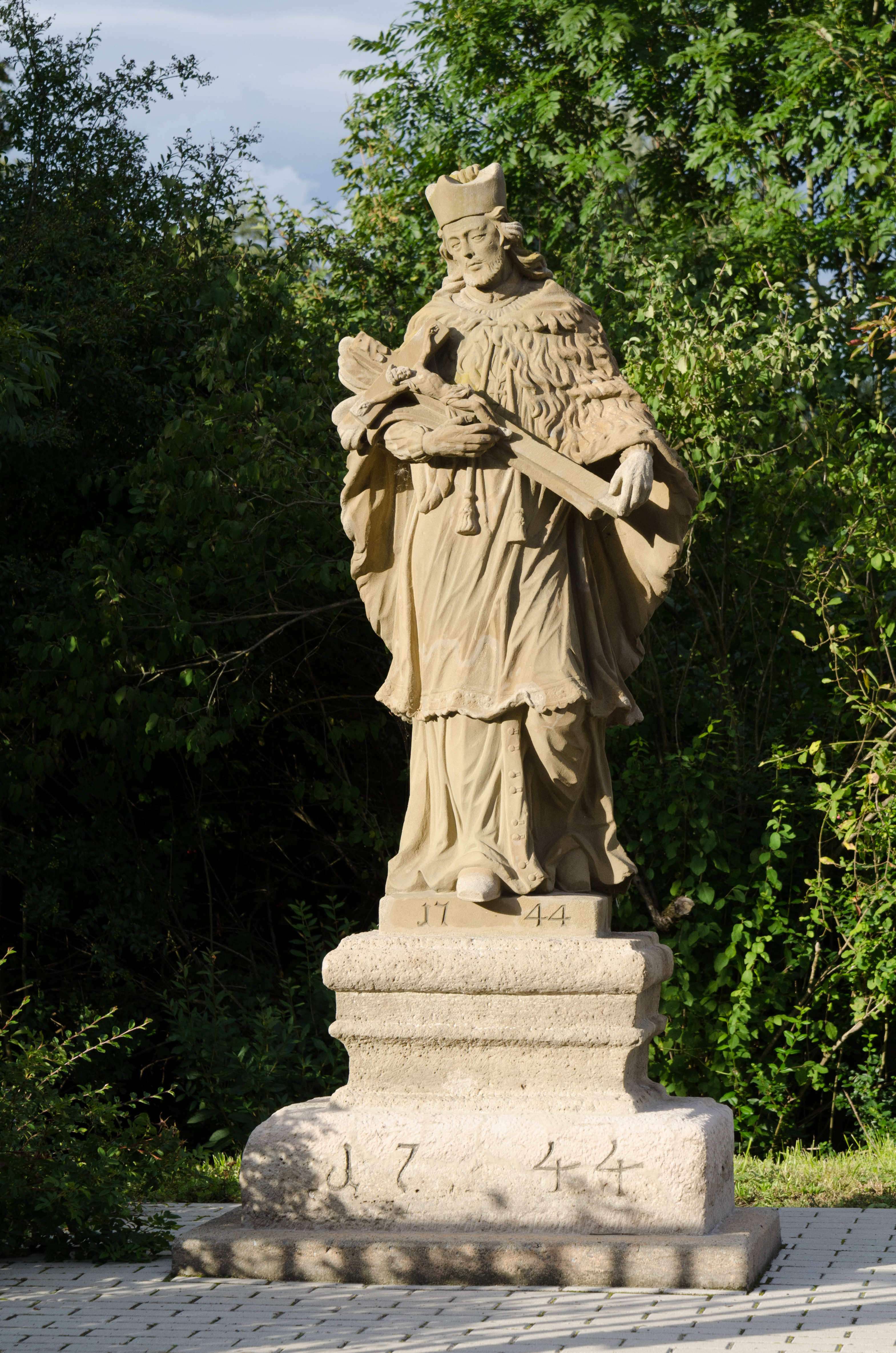
St.-Nepomuk-Statue in Aschach.

Die St.-Nepomuk-Statue befindet sich in Aschach, einem Gemeindeteil des  Marktes Bad Bocklet im unterfränkischen Landkreis Bad Kissingen, und steht auf der Brücke über die Fränkische Saale vor der Aschacher Mühle bei Schloss Aschach. Sie gehört zu den Baudenkmälern von Bad Bocklet und ist unter der Nummer D-6-72-112-46 in der Bayerischen Denkmalliste registriert.

## Beschreibung
Die Statue besteht aus grauem Sandstein und stammt aus dem Jahr 1744. Sie stand früher auf der Brücke über die Fränkische Saale unterhalb des Schlosses Aschach.
Die Statue ist 220 cm hoch, mehrfach geschachtelt und besteht aus einem 70 cm hohen, profilierten Sockel mit Freiplastik. Sie besteht von unten nach oben aus einer 9 cm hohen Bodenplatte mit den Abmessungen 120 cm × 80 cm.
Platte I ist 25 cm hoch und hat die Abmessungen 90 cm × 60 cm, die 2 cm hohe Platte II hat die Abmessungen 64 cm × 54 cm, Platte III ist 11 cm hoch und hat die Abmessungen 59 cm × 49,5 cm. Platte IV ist eingezogen und 11 cm hoch und hat die Abmessungen 59 cm × 49,5 cm (Gurt: H = 2 cm, 65 cm × 51 cm). Platte V ist 6 cm hoch und hat die Abmessungen 62 cm × 52 cm.
Die hervorkragende Wulstplatte ist 9 cm hoch und hat die Abmessungen 67 × 54 cm. Die zurückfliehende Deckplatte ist 2 cm hoch und hat die Abmessungen 60 cm × 50 cm. Der 7 cm hohe Untersatz hat die Abmessungen 45 cm × 32 cm.
Die Freiplastik ist 163 cm hoch und zeigt den hl. Nepomuk in der Amtstracht des hohen Klerikers mit Birett, gelocktem Haar, Hermelin-Umhang mit Quasten, Rochett und Rock. Im Arm hält er ein Kruzifix.
Die Statue wurde im Jahr 1980 renoviert.